# US Open féminin de golf
Pour les articles homonymes, voir US Open.
L'US Open, dit l'Open américain, est l'un des cinq tournois annuels qui composent le Grand Chelem dans le golf professionnel féminin du circuit de la Ladies Professional Golf Association (LPGA) aux côtés du Championnat Chevron, du Championnat de la LPGA, de l'Open britannique et du Championnat Evian.
Créé en 1946 et disputé traditionnellement entre juin ou juillet après le Memorial Day et avant l'Open américain masculin, il est le deuxième tournoi majeur de la saison après le Championnat Chevron et est le tournoi le mieux doté du circuit LPGA. Il se dispute à chaque édition sur un parcours différent à travers les États-Unis.
Betsy Rawls et Mickey Wright détiennent le record de victoires sur ce tournoi avec quatre éditions remportées au cours des années 1950 et 1960, et plus récemment dans les années 2000 la Suédoise Annika Sörenstam s'est imposée à trois reprises. La première étrangère à s'être imposée est l'Uruguyenne Fay Crocker en 1955 et l'unique golfeuse amateure à s'être imposée est la Française Catherine Lacoste en 1967.

## Histoire
Le premier US Open féminin est organisé en 1946 par l’éphémère Women’s Professional Golfers Association (WPGA). Cette première édition est la seule à s'être disputée sous la forme du match-play, toutes les suivantes suivant la formule du stroke-play.
En 1949, l'organisation du tournoi est reprise d'abord par la Ladies Professional Golf Association (LPGA), puis en 1953 par l'United States Golf Association (USGA).
D'abord dominé par les américaines (notamment Betsy Rawl et Mickey Wright avec quatre victoires chacune), la compétition a connu plusieurs victoires par des joueuses internationales à partir des années 1980.
En 1967, la Française Catherine Lacoste devient l'unique joueuse amateur à gagner le tournoi.
Depuis la victoire de la Coréenne Se Ri Pak en 1998, un grand nombre de joueuses originaires d'Asie, en particulier de Corée du Sud, se sont imposées, développant significativement l’intérêt de ces pays pour le golf féminin.
En 2014 sont mis en place les premiers tournois de qualifications internationaux en Angleterre, en Chine, au Japon et en Corée du Sud. La même année, les US Open masculins et féminins sont pour la première fois disputés sur le même parcours, sur deux semaines consécutives, à Pinehurst no 2 en Caroline du Nord.
En 2020, l'USGA annonce que l'édition annuelle, initialement prévue du 4 au 7 juin, est reportée à la fin de l'année, en raison de la Pandémie de Covid-19. Elle se déroulera finalement du 10 au 13 décembre sur deux parcours.

## Palmarès
| Année | Vainqueur              | Parcours / Lieu                                                                  | Score    |
| ----- | ---------------------- | -------------------------------------------------------------------------------- | -------- |
| 1946  | Patty Berg             | Spokane Country Club / Spokane, Washington                                       | MP (5&4) |
| 1947  | Betty Jameson          | Starmount Forest County Club / Greensboro, Caroline du Nord                      | +7       |
| 1948  | Babe Zaharias          | Atlantic City Country Club / Northfield, New Jersey                              | +12      |
| 1949  | Louise Suggs           | Prince Georges Golf and Country Club / Landover, Maryland                        | +3       |
| 1950  | Babe Zaharias (2)      | Rolling Hills Country Club / Wichita, Kansas                                     | +3       |
| 1951  | Betsy Rawls            | Druid Hills Golf Club / Atlanta, Georgia                                         | +5       |
| 1952  | Louise Suggs (2)       | Bala Golf Club / Philadelphie, Pennsylvania                                      | −4       |
| 1953  | Betsy Rawls (2)        | Country Club of Rochester / Rochester, New York                                  | +12 PO   |
| 1954  | Babe Zaharias (3)      | Salem Country Club / Peabody, Massachusetts                                      | +3       |
| 1955  | Fay Crocker            | Wichita Country Club / Wichita, Kansas                                           | +11      |
| 1956  | Kathy Cornelius        | Northland Country Club / Duluth, Minnesota                                       | +11 PO   |
| 1957  | Betsy Rawls (3)        | Winged Foot Golf Club, East Course / Mamaroneck, New York                        | +7       |
| 1958  | Mickey Wright          | Forest Lake Country Club / Bloomfield Hills, Michigan                            | −2       |
| 1959  | Mickey Wright (2)      | Churchill Valley Country Club / Pittsburgh, Pennsylvania                         | −1       |
| 1960  | Betsy Rawls (4)        | Worcester Country Club / Worcester, Massachusetts                                | +4       |
| 1961  | Mickey Wright (3)      | Springfield, New Jersey                                                          | +6       |
| 1962  | Murle Lindstrom        | Dunes Golf and Beach Club / Myrtle Beach, South Carolina                         | +13      |
| 1963  | Mary Mills             | Kenwood Country Club / Cincinnati, Ohio                                          | −3       |
| 1964  | Mickey Wright (4)      | San Diego Country Club / Chula Vista, California                                 | −3 PO    |
| 1965  | Carol Mann             | Atlantic City Country Club / Northfield, New Jersey                              | +2       |
| 1966  | Sandra Spuzich         | Hazeltine National Golf Club / Chaska, Minnesota                                 | +9       |
| 1967  | Catherine Lacoste (Am) | Virginia Hot Springs Golf & Tennis Club, Cascades Course / Hot Springs, Virginia | +6       |
| 1968  | Susie Berning          | Moselem Springs Golf Club / Fleetwood, Pennsylvania                              | +5       |
| 1969  | Donna Caponi           | Scenic Hills Country Club / Pensacola, Florida                                   | +6       |
| 1970  | Donna Caponi (2)       | Muskogee Country Club / Muskogee, Oklahoma                                       | −1       |
| 1971  | JoAnne Carner          | Kahkwa Club / Erie, Pennsylvania                                                 | E        |
| 1972  | Susie Berning (2)      | Winged Foot Golf Club, East Course / Mamaroneck, New York                        | +11      |
| 1973  | Susie Berning (3)      | Country Club of Rochester / Rochester, New York                                  | +2       |
| 1974  | Sandra Haynie          | La Grange Country Club / La Grange, Illinois                                     | +7       |
| 1975  | Sandra Palmer          | Atlantic City Country Club / Northfield, New Jersey                              | +7       |
| 1976  | JoAnne Carner (2)      | Rolling Green Golf Club / Springfield, Pennsylvania                              | +8 PO    |
| 1977  | Hollis Stacy           | Hazeltine National Golf Club / Chaska, Minnesota                                 | +4       |
| 1978  | Hollis Stacy (2)       | Country Club of Indianapolis / Indianapolis, Indiana                             | +5       |
| 1979  | Jerilyn Britz          | Brooklawn Country Club / Fairfield, Connecticut                                  | E        |
| 1980  | Amy Alcott             | Richland Country Club / Nashville, Tennessee                                     | −4       |
| 1981  | Pat Bradley            | La Grange Country Club / La Grange, Illinois                                     | −9       |
| 1982  | Janet Anderson         | Del Paso Country Club / Sacramento, California                                   | −5       |
| 1983  | Jan Stephenson         | Cedar Ridge Country Club / Tulsa, Oklahoma                                       | +6       |
| 1984  | Hollis Stacy (3)       | Salem Country Club / Peabody, Massachusetts                                      | +2       |
| 1985  | Kathy Baker            | Springfield, New Jersey                                                          | −8       |
| 1986  | Jane Geddes            | NCR Country Club / Kettering, Ohio                                               | −1       |
| 1987  | Laura Davies           | Plainfield Country Club / Edison, New Jersey                                     | −3       |
| 1988  | Liselotte Neumann      | Baltimore Country Club, Five Farms, East Course / Baltimore, Maryland            | −7       |
| 1989  | Betsy King             | Indianwood Golf and Country Club, Old Course / Lake Orion, Michigan              | −2       |
| 1990  | Betsy King (2)         | Atlanta Athletic Club, Riverside Course / Duluth, Georgia                        | −4       |
| 1991  | Meg Mallon             | Colonial Country Club / Fort Worth, Texas                                        | −1       |
| 1992  | Patty Sheehan          | Oakmont Country Club / Oakmont, Pennsylvania                                     | E PO     |
| 1993  | Lauri Merten           | Crooked Stick Golf Course / Carmel, Indiana                                      | −4       |
| 1994  | Patty Sheehan (2)      | Indianwood Golf and Country Club, Old Course / Lake Orion, Michigan              | −7       |
| 1995  | Annika Sörenstam       | Broadmoor Golf Club, East Course / Colorado Springs, Colorado                    | −2       |
| 1996  | Annika Sörenstam (2)   | Pine Needles Lodge and Golf Club / Southern Pines, Caroline du Nord              | −8       |
| 1997  | Alison Nicholas        | Pumpkin Ridge Golf Club, Witch Hollow Course / North Plains, Oregon              | −10      |
| 1998  | Pak Se-ri              | Blackwolf Run Golf Club / Kohler, Wisconsin                                      | +6 PO    |
| 1999  | Juli Inkster           | Old Waverly Golf Club / West Point, Mississippi                                  | −16      |
| 2000  | Karrie Webb            | The Merit Club / Gurnee, Illinois                                                | −6       |
| 2001  | Karrie Webb (2)        | Pine Needles Lodge and Golf Club / Southern Pines, Caroline du Nord              | −7       |
| 2002  | Juli Inkster (2)       | Prairie Dunes Golf Club / Hutchinson, Kansas                                     | −4       |
| 2003  | Hilary Lunke           | Pumpkin Ridge Golf Club, Witch Hollow Course / North Plains, Oregon              | −1 PO    |
| 2004  | Meg Mallon (2)         | The Orchards Golf Club / South Hadley, Massachusetts                             | −10      |
| 2005  | Birdie Kim             | Cherry Hills Country Club / Cherry Hills Village, Colorado                       | +3       |
| 2006  | Annika Sörenstam (3)   | Newport Country Club / Newport, Rhode Island                                     | E PO     |
| 2007  | Cristie Kerr           | Pine Needles Lodge and Golf Club / Southern Pines, Caroline du Nord              | −5       |
| 2008  | Inbee Park             | Interlachen Country Club / Edina, Minnesota                                      | −9       |
| 2009  | Ji Eun-hee             | Saucon Valley Country Club / Bethlehem, Pennsylvanie                             | E        |
| 2010  | Paula Creamer          | Oakmont Country Club / Oakmont, Pennsylvanie                                     | −3       |
| 2011  | Ryu So-yeon            | Broadmoor Golf Club, East Course                                                 | −3 PO    |
| 2012  | Choi Na-yeon           | Blackwolf Run, Kohler Wisconsin                                                  | −7       |
| 2013  | Inbee Park (2)         | Sebonack Golf Club, Southampton New York                                         | −8       |
| 2014  | Michelle Wie           | Pinehurst Resort, Course No. 2 / Pinehurst, Caroline du Nord                     | −2       |
| 2015  | Chun In-gee            | Lancaster Country Club / Lancaster, Pennsylvanie                                 | −8       |
| 2016  | Brittany Lang          | CordeValle Golf Club / San Martin, Californie                                    | −6 PO    |
| 2017  | Park Sung-hyun         | Trump National Golf Club / Bedminster, New Jersey                                | −11      |
| 2018  | Ariya Jutanugarn       | Shoal Creek Golf and Country Club / Shoal Creek, Alabama                         | −11 PO   |
| 2019  | Lee Jeong-eun          | Country Club of Charleston / Charleston, Caroline du Sud                         | −6       |
| 2020  | Kim A-lim              | Champions Golf Club / Houston, Texas                                             | −3       |
| 2021, | Yuka Saso              | Olympic Club, Lake Course / San Francisco, Californie                            | −4 PO    |
| 2022  | Minjee Lee             | Pine Needles Lodge and Golf Club / Southern Pines, NC                            | −13      |
| 2023  | Allisen Corpuz         | Pebble Beach Golf Links / Pebble Beach, Californie                               | −9       |
| 2024  | Yuka Saso (2)          | Lancaster Country Club, Lancaster, Pennsylvanie                                  | −4       |
| 2025  | Maja Stark             | Erin Hills, Erin, Wisconsin                                                      | −7       |

 PO  - victoire en play-off

Am = Amateur

MO = match play